# サナモア
サナモアとは光線治療法の一種で東京光線メディカルが販売する光線治療器用サナモアカーボンを使用した治療法の総称である。
Sanatory（サナトリー：健康によい、病を癒やす）とMore（モア：一層）を合成し短縮した造語で、東京光線療法研究所を創立した宇都宮義真によって命名され、商標登録された。

## 治療法の基本
治療器にサナモアカーボンを設置し、電気を通すことで発光させる。

### 照射方法
光線治療器の台数やベッドの種類により異なる。

#### 単灯照射療法(シングル・アーク療法)
光線治療器1台を使用する治療法で、主に家庭で行われる方法である。

##### ルーフ式(閉鎖空間式)
温熱効果を高めるために、カバーで箱型に覆いをし照射する方法である。

##### アンルーフ式(解放空間式)
解放状態で照射する方法です。

## サナモアカーボン
サナモアカーボンは、国産医療用カーボンとして1938年に揖斐川電気株式会社（現 イビデン株式会社）が製造した。同社は、サナモアカーボンを含む映写機用炭素棒製造工程の機械化で1958年に大河内記念生産賞を受賞した。 
1981年にはジョイント式サナモアカーボンの製品化に成功し、カーボンを接続することによって完全に燃焼させることを可能にした。
2004年に事業移管され、現在はイビデンケミカル株式会社で製造している。

## 光化学作用
皮膚が可視総合光線に含まれる太陽光に比して僅かな紫外線や波長の短い可視線を吸収すると、光化学作用により色々な光産生物質が産生される。
その中で科学的に解明されているものは、すでに50種類以上におよび、全身の様々な器官をコントロールしている。
代表的な光産生物資のビタミンＤやセロトニンが挙げられる。